# Карусель

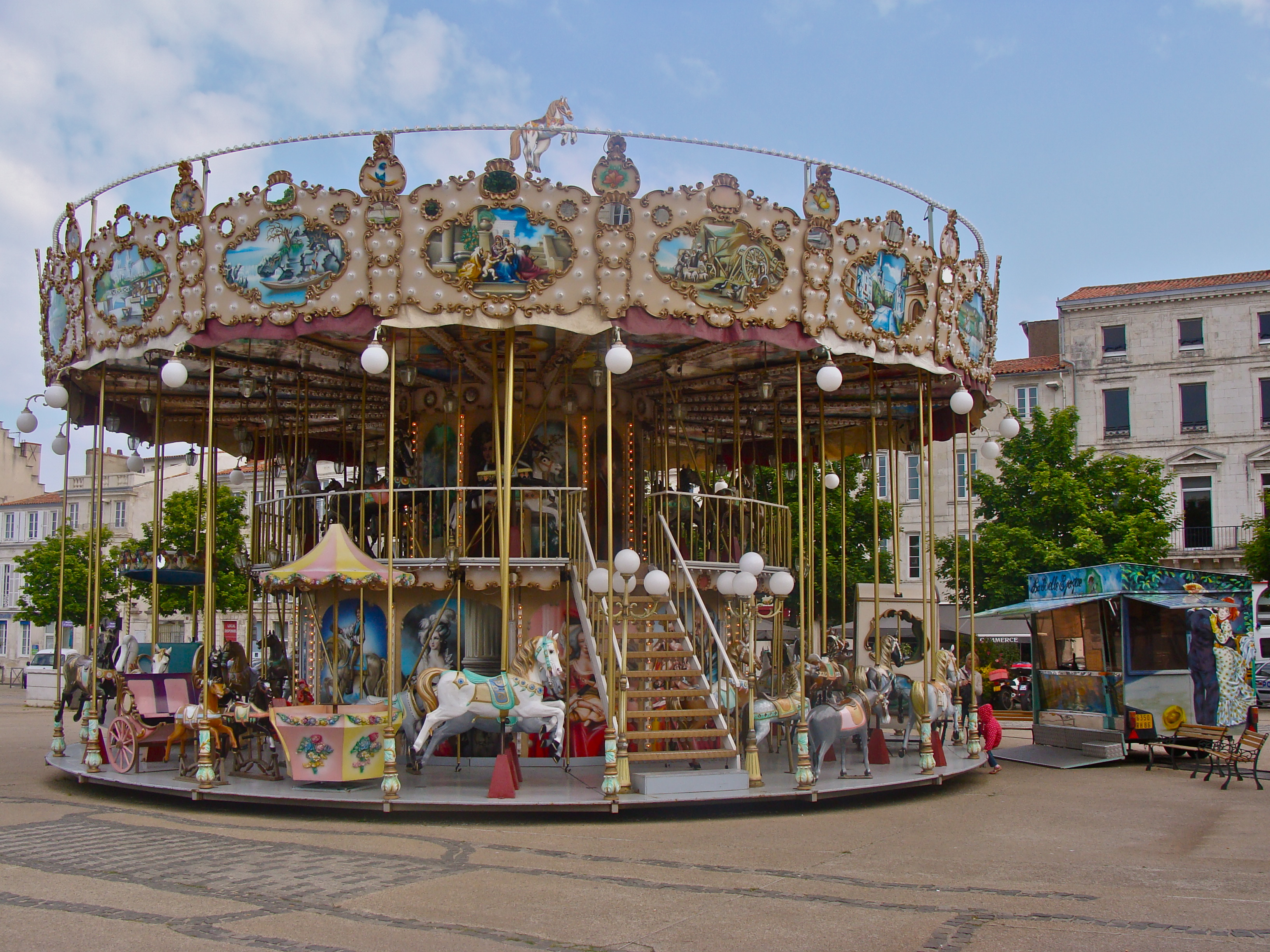
Оформлена у старому стилі французька карусель зі сходами на другий поверх, Ла-Рошель, Франція.

Карусе́ль (від фр. carrousel, італ. carosello) — атракціон, що становить собою обертову платформу, на якій установлені (або підвішені до даху, або прикріплені до центральної стійки) сидіння, зроблені найчастіше у вигляді конячок, автомобільчиків та інших тварин або транспортних засобів.
У XVI столітті «каруселями» в Росії і в деяких країнах Західної Європи називали свята, які прийшли на зміну лицарським турнірам. Карусель часто включала в себе кінні балети і показові виступи вершників. Свята відрізнялися пишністю вбрань як учасників, так і глядачів, і привертали велику увагу. Пародіюючи показові виступи вершників, у XVIII столітті французькі інженери почали будувати атракціон — обертову платформу, із встановленими на ній дерев'яними кіньми, сидячи на яких, відвідувачі мали знімати списом кільця зі стовпів або уражати встановлені по колу мішені.
Карусель може приводитися в рух як двигуном (зазвичай електричним), так і силами самих відпочивальників, які перед тим, як сісти на карусель, розкручують її. Другий тип каруселі часто встановлюють на дитячих ігрових майданчиках.
Каруселі постійно еволюціонували. Починаючи від простих обертових конструкцій — таких, як майданчикові каруселі — до ланцюгових каруселей («Цирк», «Казка», «Тропікана») і каруселей зі складним рухом за допомогою гідравліки (як міні-джет «Таїті»).